# مورلی، یورکشایر غربی
latitudeمورلی، یورکشایر غربیlongitudeمورلی، یورکشایر غربی
مورلی (به انگلیسی: Morley) شهری در کشور انگلستان است که این کشور خود بخشی از بریتانیا محسوب می‌شود. این شهر در سال ۱۹۹۱ میلادی ۴۷٫۵۷۹ نفر جمعیت داشته و در سرشماری سال ۲۰۰۱ جمعیت آن به ۵۴٫۰۵۱ نفر رسیده‌است. میزان رشد سالانهٔ جمعیت مورلی، یورکشایر غربی ‎۱٫۰۷ درصد می‌باشد و جمعیت این شهر در سال ۲۰۱۲ به ۶۰٫۷۵۷ نفر تغییر یافت.